# Dekanat rzeżycki
Dekanat rzeżycki – jeden z trzech dekanatów wchodzących w skład eparchii dyneburskiej Łotewskiego Kościoła Prawosławnego.

## Parafie w dekanacie
- Parafia Ścięcia Głowy św. Jana Chrzciciela w Brodajżach
  - Cerkiew Ścięcia Głowy św. Jana Chrzciciela w Brodajżach
- Parafia Św. Trójcy w Gołyszewie
  - Cerkiew Św. Trójcy w Gołyszewie
- Parafia Opieki Matki Bożej w Jaunsłobodzie
  - Cerkiew Opieki Matki Bożej w Jaunsłobodzie
- Parafia św. Eufrozyny Połockiej w Karsawie
  - Cerkiew św. Eufrozyny Połockiej w Karsawie
- Parafia Zaśnięcia Najświętszej Maryi Panny w Kaunacie
  - Cerkiew Zaśnięcia Najświętszej Maryi Panny w Kaunacie
- Parafia św. Michała Archanioła w Kriwandzie
  - Cerkiew św. Michała Archanioła w Kriwandzie
- Parafia Ikony Matki Bożej „Wszystkich Strapionych Radość” w Kulniewie
  - Cerkiew Ikony Matki Bożej „Wszystkich Strapionych Radość” w Kulniewie
- Parafia św. Dymitra Sołuńskiego w Kwitajnem
  - Cerkiew św. Dymitra Sołuńskiego w Kwitajnem
- Parafia św. Mikołaja Cudotwórcy w Lauderach
  - Cerkiew św. Mikołaja Cudotwórcy w Lauderach
- Parafia św. Mikołaja Cudotwórcy w Lipuszkach
  - Cerkiew św. Mikołaja Cudotwórcy w Lipuszkach
- Parafia Zaśnięcia Najświętszej Maryi Panny w Lucynie
  - Sobór Zaśnięcia Najświętszej Maryi Panny w Lucynie
- Parafia Wszystkich Świętych w Malcie
  - Cerkiew Wszystkich Świętych w Malcie
- Parafia Opieki Matki Bożej w Pudinowie
  - Cerkiew Opieki Matki Bożej w Pudinowie
- Parafia Ikony Matki Bożej „Wszystkich Strapionych Radość” w Rejkach
  - Cerkiew Ikony Matki Bożej „Wszystkich Strapionych Radość” w Rejkach
- Parafia Narodzenia Najświętszej Maryi Panny w Rzeżycy
  - Cerkiew Narodzenia Najświętszej Maryi Panny w Rzeżycy
- Parafia św. Mikołaja Cudotwórcy w Rzeżycy
  - Cerkiew św. Mikołaja Cudotwórcy w Rzeżycy
- Parafia Przemienienia Pańskiego w Starej Swobodzie
  - Cerkiew Przemienienia Pańskiego w Starej Swobodzie
- Parafia Wniebowstąpienia Pańskiego w Starej Swobodzie
  - Cerkiew Wniebowstąpienia Pańskiego w Starej Swobodzie
- Parafia Św. Trójcy w Tiskādi
  - Cerkiew Św. Trójcy w Tiskādi
- Parafia św. Jerzego Zwycięzcy w Viļāni
  - Cerkiew św. Jerzego Zwycięzcy w Viļāni
- Parafia Narodzenia Najświętszej Maryi Panny w Wiertułowie
  - Cerkiew Narodzenia Najświętszej Maryi Panny w Wiertułowie
- Parafia Podwyższenia Krzyża Pańskiego w Zilupem
  - Cerkiew Podwyższenia Krzyża Pańskiego w Zilupem